# سانشیرو سوگاتا قسمت دوم
سانشیرو سوگاتا قسمت دوم (انگلیسی: Sanshiro Sugata Part II) فیلمی در ژانر درام به کارگردانی آکیرا کوروساوا است که در سال ۱۹۴۵ منتشر شد. از بازیگران آن می‌توان به دنجیرو اوکوچی، سیجی میاگوچی و یوکیکو تودوروکی اشاره کرد.